# Tríptico do Bom Jesus de Valverde

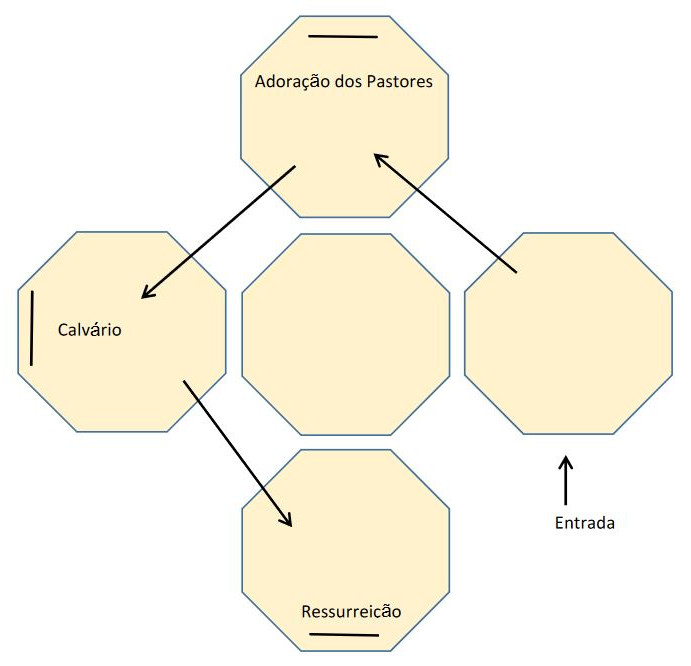
Disposição dos três painéis do Tríptico na Igreja do Bom Jesus de Valverde

O Tríptico do Bom Jesus de Valverde foi um tríptico de pinturas a óleo sobre madeira de carvalho criado em 1544 pelo pintor português da época do Renascimento Gregório Lopes. As três pinturas que compõem o Tríptico decoraram inicialmente a Igreja do Convento do Bom Jesus de Valverde e encontram-se actualmente no Museu de Évora.
O Tríptico do Bom Jesus de Valverde formado pelos painéis Adoração dos Pastores, Calvário e Ressurreição de Cristo foi encomendado pelo arcebispo de Évora D. Henrique, futuro cardeal e rei, para a Igreja do Convento de Valverde ao já então prestigiado pintor régio Gregório Lopes, tendo sido pago pela obra o montante de 70.000 reais.
Segundo o historiador Manuel J. C. Branco, o Tríptico do Bom Jesus de Valverde constitui a mais tardia base segura de identificação do estilo de Gregório Lopes, para além do alto preço pago pelas obras revelar o elevado nível a que o pintor tinha chegado. Este Tríptico vem comprovar o distanciamento de Lopes dos modelos do renascimento clássico e a prática de um desenho nervoso e miúdo, verdadeira escrita de pincel, afastando-se do cromatismo em mancha no maneirismo das obras de Rosso Fiorentino e de Pontormo.

## Descrição
Na igreja, os painéis não estavam juntos num retábulo, como era usual, estando cada pintura numa das capelas que constituiam a Igreja (imagem inicial). Os painéis estavam segundo uma sequência narrativa ligada à circulação interna da Igreja desenhada segundo uma cruz grega formada por quatro octógonos dispostos simetricamente em volta de um octógono central e com a entrada por uma abertura lateral do octógono frontal ao do altar-mor, sendo o sentido de visionamento da direita para a esquerda e não pelo sentido inverso como era mais usual. Assim, o primeiro painel a ser visto era a Adoração dos Pastores na capela da Epístola, depois o Calvário no altar principal, e finalmente a Ressurreição na capela do Evangelho.

### Adoração dos Pastores

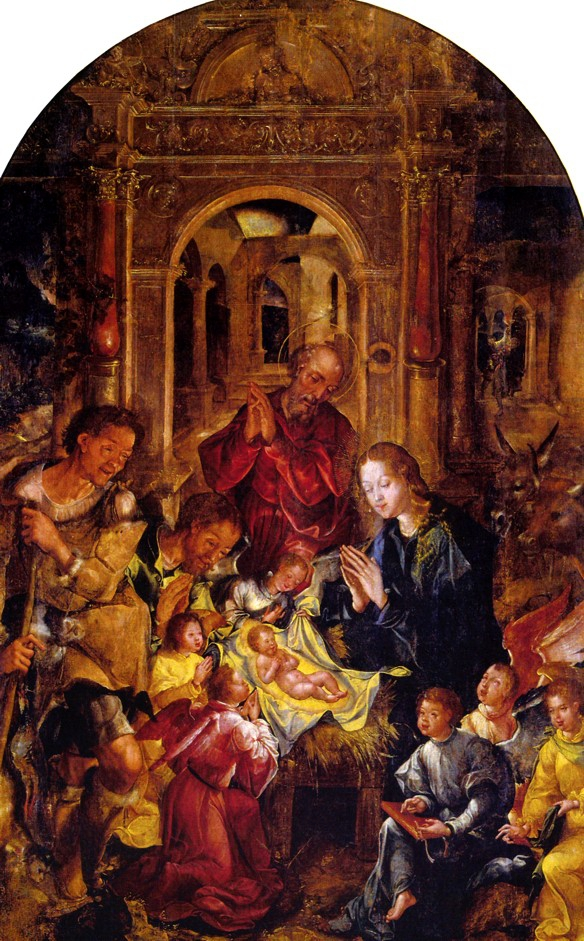
Adoração dos Pastores (1544), de Gregório Lopes, com 142 cm de altura e 93 cm de largura, no Museu de Évora

Adoração dos Pastores é uma pintura a óleo sobre madeira de carvalho com a parte superior em semí-círculo pintada em 1544 por Gregório Lopes, mede 142 cms de altura e 93 cms de largura, fez parte do Tríptico que decorou três capelas da Igreja do Convento do Bom Jesus de Valverde e encontra-se actualmente no Museu de Évora.
No centro da composição está o Menino Jesus deitado num leito de palhas colocado sobre um suporte com pés de madeira e coberto por um pano branco e dourado da intensa luminosidade que dele emana. Tem junto a si a Virgem Maria, do lado direito, e S. José, ambos de mãos postas. No lado esquerdo estão dois pastores e à volta alguns anjos em adoração. No canto inferior direito está um grupo de anjos a cantar. Para além do grupo da Natividade, ao centro, está um pórtico, com arco central ladeado por duas colunas e intensamente decorado. A cena decorre num espaço coberto tendo do lado direito o estábulo com a vaca e o burro e em fundo sucessivos arcos de um edifício em ruínas que dão uma enorme profundidade à composição.
José Alberto Seabra fez a seguinte interpretação da decoração do pórtico: "Com efeito, sobre o entablamento, trava-se um  combate simbólico entre dois cupidos armados com seus arcos e flechas, figuras de Eros e Anteros que na sua rivalidade espelham a dicotomia entre o amor carnal e o amor espiritual/virtuoso, ou seja, uma dialéctica de confronto que se sintetizará no triunfo do amor sacro sobre o amor profano [...]. Ao centro, num nicho, uma figura de expressão feroz e atormentada cuja identificação apenas pode ser conjecturada: Hércules, imagem de Virtude e prefiguração de Cristo segundo a interpretação cristã/agostiniana do seu mito?".
A pintura é rica em pormenores e em cor tendo um tratamento muito cuidado ao nível da luz que emana da figura do Menino Jesus iluminando toda a cena, criando um intenso jogo de luz e sombras.

### Calvário

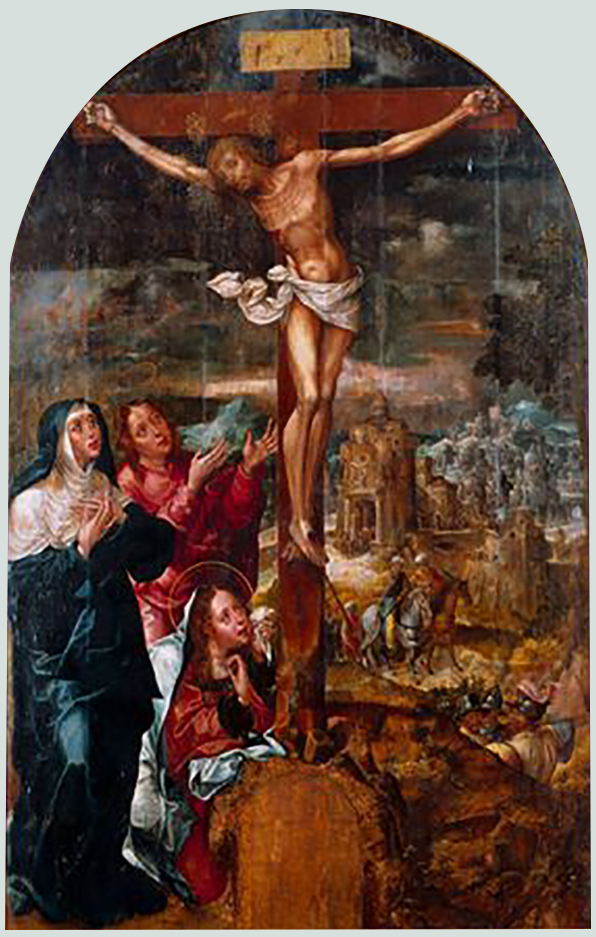
Calvário (1544), de Gregório Lopes, com 183 cm de altura e 118 cm de largura, no Museu de Évora, em Évora

O Calvário é uma pintura a óleo sobre madeira de carvalho com a parte superior em semi-círculo pintada em 1544 por Gregório Lopes, mede 183 cms de altura e 118 cms de largura, fez parte do Tríptico que decorou as capelas da Igreja do Convento do Bom Jesus e encontra-se actualmente no Museu de Évora.
Esta pintura tem na parte inferior um espaço semi-circular não pintado que corresponde ao espaço onde estava encostado o Sacrário do altar onde a pintura esteve colocada originalmente. Cristo Crucificado domina a composição, ao centro. Do lado esquerdo está a Virgem Maria com um manto azul escuro, Maria Madalena ajoelhada e São João. No lado direito desenvolve-se uma paisagem em sucessivos planos, na qual se vêm, num primeiro plano, três soldados por detrás de uma baixa do terreno, mais longe dois cavaleiros, José de Arimateia e Nicodemos, que conversam entre si e a seguir a cidade de Jerusalém. O céu, na parte superior em volta da cruz, apresenta-se extremamente escuro.

### Ressurreição

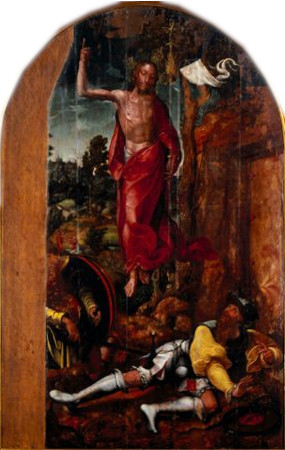
Ressurreição (1544), do Gregório Lopes, com 183 cm de altura e 115 cm de largura, no Museu de Évora, em Évora

A Ressurreição é uma pintura a óleo sobre madeira de carvalho com a parte superior em semi-círculo pintada em 1544 por Gregório Lopes, mede 183 cms de altura e 115 cms de largura, fez parte do Tríptico que decorou três capelas da Igreja do Convento do Bom Jesus e encontra-se actualmente no Museu de Évora.
Cristo ressuscitado envolto da cintura para baixo por um manto vermelho eleva-se no ar, no centro da composição, dominando a cena. Do lado esquerdo, apenas parcialmente visível, um dos soldados romanos tem o corpo voltado para Cristo enquanto outro soldado romano olha com um ar atónito jazendo no chão com o corpo numa posição sinuosa. O sepulcro, no lado direito, encostado a uma árvore, encontra-se fechado com quatro selos vermelhos. Do lado esquerdo em fundo é apresentada uma paisagem em grande profundidade, terminando num céu de novo muito carregado. A pintura sofreu a perda da tábua do lado esquerdo, tendo-lhe sido acrescentada uma prancha de madeira não pintada para se obter a forma inicial. 

## História
A diocese de Évora dispunha, no início do séc. XVI, perto da ribeira de Valverde, localidade próxima de Évora, uma quinta com paço episcopal que já seria habitado em 1514 para servir de local de descanso aos membros da diocese. E em 1544, o infante cardeal D. Henrique, na época arcebispo de Évora, decide a criação e construção nessa quinta do Convento do Bom Jesus, de frades capuchos, da invocação do Bom Jesus, conforme é relatado em 1566 por Damião de Góis na Crónica do Felicíssimo Rei D. Manuel.
Em 1538 foram feitas "obras de vulto", sob a direcção do mestre pedreiro Álvaro Anes (Túlio Espanca, 1993), sendo de especial interesse arquitectónico a Igreja, um perfeito exemplo de arquitectura renascentista, notável no âmbito português, onde a harmonia do traçado revela uma rara erudição e actualidade, que Vítor Serrão (2002) considera como obra de carácter experimental. O traçado da Igreja foi atribuído por Manuel J. C. Branco (1993) com grande  probabilidade a Miguel de Arruda, arquitecto de grande prestígio e reconhecida cultura humanista.
A Igreja de pequenas dimensões tem planta em cruz grega, formada pelo corpo central octogonal que tem a envolvê-lo quatro capelas radiantes igualmente de planta octogonal. Os espaços interiores circulares de cada capela têm em volta colunas toscanas em mármore branco de Estremoz que sustentam as cúpulas esféricas que as cobrem. A cúpula central ergue-se sobre um tambor muito elevado onde existem oito janelas. A capela-mor está instalada no octógono oriental, embora a entrada no templo se faça através de um dos lados da capela sul, deitando para um alpendre assente em cinco arcos de volta inteira.
E foi para esta Igreja que o futuro Cardeal D. Henrique encomendou ao já prestigiado pintor régio Gregório Lopes três painéis figurando o Presépio, o Calvário e a Ressurreição de Cristo, que foram realizados em 1544-45 e que constituem o Tríptico do Bom Jesus de Valverde.
Mais recentemente, por despacho de 5 de Junho de 1929, o Ministro da Educação mandou que a Escola Superior de Agricultura de Évora, então a funcionar nos edifícios do antigo convento, entregásse as pinturas do Tríptico ao Museu de Évora. Os edifícios do antigo Convento encontram-se atualmente integrados no Polo da Mitra da Universidade de Évora.

### Ligação externa
- Página oficial do Museu de Évora